# 薛廷耀
薛廷耀（1914年—1998年），男，福建漳州人，中国生物化学家，曾任山东海洋学院教授，第三届全国人大代表，第五、六届全国政协委员。